# Intermezzi (Schumann)
Pour les articles homonymes, voir Intermezzo.

Les Intermezzi opus 4 est un cycle de six pièces pour piano de Robert Schumann. Composés en 1832, ces intermezzi d'une haute virtuosité technique au langage rythmique très affirmé, se rattachent par leur structure formelle au scherzo ternaire avec un trio médian.

## Analyse de l'œuvre
1. premier Intermezzo : Allegro quasi maestoso (en la majeur à 3/4)
2. deuxième Intermezzo : Presto a cappricio (en mi mineur, à 6/8)
3. troisième Intermezzo : Allegro marcato (en la mineur, à 3/4)
4. quatrième Intermezzo : Allegro semplice (en ut majeur, à 12/8)
5. cinquième Intermezzo : Allegro moderato (en ré mineur, à 3/4)
6. sixième Intermezzo : Allegro (en si mineur, à 3/4)